# Finch (rappeur)
Pour les articles homonymes, voir Finch.
Finch, nom de scène de Nils Wehowsky (né le 13 avril 1990 à Francfort-sur-l'Oder) est un rappeur allemand.

## Biographie
Wehowsky grandit à Fürstenwalde. Il suit une formation en mécatronique. Il travaille ensuite dans le secteur privé pendant cinq ans avant d'étudier le génie électrique. Il vit à Berlin-Lichtenberg depuis 2013, où il a déménagé pour des raisons professionnelles.
Wehowsky gagne en notoriété grâce à sa participation à la battle de Rap am Mittwoch. Il a également une chaîne YouTube, sur laquelle il présente régulièrement ses propres chansons à partir de 2014. Son premier single Ostdeutscher Hasselhoff sort en août 2016. Tout de suite il se caractérise par son ostalgie. En août 2018 suit l'EP Fliesentisch Romantik. En juillet 2018, il assiste à TopTierTakeover, qui voit une bataille de rap entre lui et Clep. Il entre dans les meilleures ventes avec le single Departure, sorti en décembre 2018. Après deux semaines, la chanson atteint la 63e place en Allemagne. Son premier album studio Dorfdisko paraît le 8 mars 2019 et atteint immédiatement la deuxième place en Allemagne. Paru le 14 février 2020, son deuxième album Finchi's Love Tape se classe également numéro deux des ventes. 
Début mai 2021, il annonce sur Instagram qu'il n'apparaîtrait désormais que sous le nom de scène de Finch simplement et non plus Finch Asozial.
Son troisième album Rummelbums sort le 17 février 2022. L'album atteint la première place des ventes en Allemagne.

## Discographie

### Albums
- 2019 : Dorfdisko
- 2020 : Finchi’s Love Tape
- 2022 : Rummelbums